# Psicologia sistemica
Con il termine psicologia sistemica si è soliti fare riferimento a quel complesso di ipotesi e ricerche che, nel tentativo di superare l'ottica centrata esclusivamente sull'individuo tipica della psicologia tradizionale, fanno riferimento alla teoria generale dei sistemi di Ludwig von Bertalanffy e alla cibernetica per lo studio della comunicazione e, dunque, della psicologia. 
Gli autori principali che hanno fondato questo orientamento, a partire dalla fine degli anni '50 al Mental Research Institute di Palo Alto (v. anche Scuola di Palo Alto), sono Paul Watzlawick e Gregory Bateson.
Le caratteristiche principali di tale approccio teorico sono l'importanza data alla comunicazione ("è impossibile non comunicare" secondo uno degli assiomi della comunicazione di Paul Watzlawick), e il concetto di sistema. Il sistema può essere definito come un insieme di parti che costituiscono tra loro relazioni tali che il comportamento di esse risulti influenzato dal legame in cui sono coinvolte. I sistemi sono differenti dalla somma delle loro parti, e l'analisi delle singole parti non porterebbe alla comprensione del sistema. Pertanto, oggetto di studio della psicologia, e in generale delle scienze naturali, devono essere i sistemi e non le singole unità che li compongono.
In psicoterapia la teoria sistemica ha dato vita all'approccio sistemico-relazionale, in cui l'individuo è visto come parte integrante dell'evoluzione del sistema familiare di cui fa parte.
In Italia un importante contributo a questo filone applicativo è stato fornito dalla psichiatra milanese Mara Selvini Palazzoli e dalla cosiddetta Scuola di Milano.